# 民化镇
民化镇，是中华人民共和国贵州省遵义市习水县下辖的一个乡镇级行政单位。
2015年12月28日，贵州省人民政府批复同意习水县部分乡镇行政区划调整，撤销民化乡，设置民化镇，撤乡设镇后行政区域和政府驻地不变。

## 行政区划
民化镇下辖以下地区：
长征社区、三元村、顺龙村、丰坝村、沙溪村、长春村、群新村和丰光村。